# شمال (فیلم ۲۰۰۹)
«شمال» (انگلیسی: North (2009 film)) یک فیلم است که در سال ۲۰۰۹ منتشر شد.